# Долина роз (фильм)
«Долина роз» — драматический фильм 2011 года режиссёра Дмитрия Черкасова о человеке, который пытается начать жить с чистого листа.

## Сюжет
На окраине рыбацкого городка рыбаки находят в воде молодого мужчину. Нуно принимает приглашение хозяина таверны «Долина роз» остаться работать и решает начать жизнь заново среди рыбаков. Жизнь на побережье тиха и спокойна, никто не задаёт лишних вопросов, днём работают, по вечерам собираются в таверне на ужин. Но однажды привычный уклад нарушает приезд племянницы хозяина таверны…

## Создание
Соавторами сценария фильма выступили режиссёр Дмитрий Черкасов и сценарист Олег Антонов (автор сценария «Сирота казанская», «Шик», «Апостол», «Камень»).
Съёмки фильма на натуре проходили на побережье близ села Скулте недалеко от города Саулкрасты (Латвия) и заняли около месяца.
Трюки и сцены драк поставлены при участии каскадёров команды Романа Морозова, являющегося продюсером фильма (Wanted Stuntmen’s association).

## В ролях
- Анатолий Белый — Нуно
- Виталий Хаев — Степаныч, хозяин таверны «Долина роз»
- Юлия Снигирь — Майя
- Оксана Фандера — София
- Роман Македонский — Ванька-испанец, сын Софии
- Александр Горелов — рыбак-болтун
- Иварс Пуга — Марк
- Борис Тенин — Борис
- Раймондс Кончис — цирковой акробат
- Роман Морозов — цирковой акробат
- Эдуард Пуликовский — Жорик-силач
- Варвара Феофанова — гимнастка Лика
- Полина Новикова — гимнастка Жанна
- Юрий Сафронов — Дэни-клоун
- Ирина Палагута — воздушная гимнастка
- Владислав Матошко — Мишка-рыбак

## Съёмочная группа
- Авторы сценария: Олег Антонов, Дмитрий Черкасов
- Режиссёр: Дмитрий Черкасов
- Оператор-постановщик: Андрей Каторженко
- Композитор: Андрей Феофанов
- Монтаж: Ярослав Смирнов
- Художник-постановщик: Айварс Жуковски
- Художник по костюмам: Катрина Лиепа

## Участие в кинофестивалях
2011 — участник 19-го кинофестиваля «Окно в Европу» 2011 года
2011 — участник 5-го кинофестиваля «Спутник над Польшей», Польша